# San Pedro de Atacama
San Pedro de Atacama je majhno mesto in občina v oazi puščave Atacama na severu Čila. Leži približno 100 km jugovzhodno od Calame, nedaleč od tromeje Čila, Bolivije in Argentine. Nadmorska višina mesta je 2407 m, leta 2012 je štelo okoli 5605 prebivalcev.

## Zgodovina
San Pedro je eno najstarejših naselij na ozemlju današnjega Čila, saj arheološke najdbe dokazujejo, da so Atakamci poselili oazo, nedaleč od katere ponikne potok Rio San Pedro, že pred okoli 11.000 leti. Na umetno namakanih terasah so pridelovali koruzo, riž, fižol, fige, bombaž, buče in krompir ter udomačili lame in alpake.
Leta 1450 ga je Tupac Yupanqui priključil inkovskemu imperiju, v 16. stoletju pa so ga zasedli španski konkvistadorji. Leta 1536 ga je ob vrnitvi iz novodkritega Čila v Peru prečkal Diego de Almagro, leta 1540 pa je v njem med svojim pohodom na osvojitev Čila prespal Pedro de Valdivia in ga poimenoval po sebi.
Leta 1825 je postal del neodvisne Bolivije, po solitrni vojni leta 1884 pa je dokončno postal del Čila.
Leta 1955 je vanj prišel belgijski duhovnik Gustavo Le Paige in naslednjih 35 let posvetil arheološkim raziskavam.

## Demografija
Po popisu Nacionalnega statističnega inštituta iz leta 2002 je San Pedro de Atacama imel 4969 prebivalcev (2928 moških in 2041 žensk). Od teh je 1938 (39 %) živelo na urbanih območjih in 3031 (61 %) na podeželskih območjih. Prebivalstvo se je povečalo za 75,6 % (2140 oseb) med popisi 1992 in 2002.

## Uprava
Kot občina je tretji nivo upravljanja v Čilu. Upravlja jo občinski svet, ki ga vodi župan, ki je neposredno izvoljen vsaka štiri leta.

## Gegrafija
Občina leži v puščavi Atacama, eni najbolj suhih in najbolj osupljivih pokrajin na svetu. Na območju 23.438 km2, razpršenih v številnih manjših naseljih, je le 5605 prebivalcev. Naveč teh naselij so oaze, ki so večinoma na robu obsežne kotline brez odtoka na višini od 2400 do 2500 m. Na zahodu meji na Kordiljero Domeyko, na vzhodu pa Ande. Na najnižji točki je nastalo veliko slano močvirje, Salar de Atacama, saj okoliške reke, ki pritekajo, tu izhlapevajo in za njimi ostaja solna usedlina. Salar de Atacama leži v tektonskem jarku in je s površino 3500 km2 največja te vrste v Čilu. Dolga je 90 km v smeri sever-jug in široka 35 km v smeri zahod-vzhod. Povodje obsega 15.620 km2, s skupno 50 naselji z manj kot 1,56 km² pozidanega območja in samo 2,64 km2 kot območje za kmetovanje.

### Oaza San Pedro de Atacama
Oaza San Pedro de Atacama je upravno središče občine. Leži na (22°55′00″S 68°12′00″W / 22.91667°S 68.20000°W), na 2450 m nadmorske višine na severnem robu Salar de Atacama. V naseljih je 1938 prebivalcev v 690 hišah in je najbolj naseljena v občini. Oaza je priljubljena točka za 50.000 turistov letno iz celega sveta. Občina je sestavljena iz skupine aillus - indijanskih skupnosti, značilne entitete v Andih. To so manjše oaze, ki jih vodijo avtohtone skupnosti, včasih izolirane med seboj v puščavi, do nekaj kilometrov narazen. 
Center predstavlja skupnost Conde Duque. Tam je bila španska kolonialna uprava v poznem 16. stoletju sredi starejšega avtohtonega naselja. Za kolonialno naselje je značilen Plaza de Armas, kjer sta cerkev in mestna hiša in pravokotni vzorec nekaterih ulic.
Drugi bližnji centri skupnosti so Quitor (81 preb..), Yaye (35 preb.), Larache (86 preb.), Solcor (172 preb.), Sequitor (148 preb.) in Checar. Na severu ležijo Vilama, Cuchabrache, Catarpe, Tambillo, Suchor, Guachar in Bellavista. Južno so Coyo (34 preb.), Solør (160 preb.), Tulor, Moli, Poconche in Cucuter. V aillus Tulor, Beter, Poconche, Cucuter in Cuchabrache je tako malo ljudi, da je še vedno ni osnovne oskrbe z elektriko, telefonom, vodo ali povezave z javnim prevozom.
Celotno oazo namakata reki Río San Pedro (670 l / s) in Río Vilama (210 l / s), ki pritečeta v mesto s severa. Pitno vodo pridobivajo iz Río Vilame in iz vrtine. Glavni kmetijski proizvodi so lucerna, krompir, koruza in hruške.
San Pedro de Atacama leži v presečišču tranzitnega omrežja, ki povezuje Argentino in Bolivijo z obalnim območjem ob Tihem oceanu v smeri vzhod-zahod in je zgodovinsko pomembno za povezavo v smeri sever-jug. Do Bolivije se pride preko prelaza Portezuelo del Cajón (22°53′00″S 67°48′00″W / 22.88333°S 67.80000°W)in v Argentino preko Jama Passa (23°14′00″S 67°4′00″W / 23.23333°S 67.06667°W), preko prelaza Sico(23°50′00″S 67°15′00″W / 23.83333°S 67.25000°W) ali preko prelaza Socompa (24°27′00″S 68°17′00″W / 24.45000°S 68.28333°W).
- Krajina na poti do Jama Passa, deset kilometrov od meje z Argentino. Prelaz je 160 km od San Pedra.
- Mejni prehod v Argentino na prelazu Jama na 4275 m. Naslednje argentinsko mesto je oddaljeno 155 km.
- Mejni prehod z Bolivijo pri Portezuelo del Cajón na 4480 m.

Mesto ima povprečno nadmorsko višino 2100 metrov, obiskovalci pogosto doživljajo blage višinske težave, kot so vrtoglavica, letargija in glavoboli. Lokalno podnebje je zelo suho in blago, z dnevnimi temperaturami med 25-30 ° C poleti (od decembra do februarja) in pozimi 18-25 ° C (od junija do avgusta). Ponoči rutinsko pade pod 0 ° C in lahko pozimi doseže do -10 ° C.
Sistem podnebne klasifikacije Köppen-Geiger uvršča podnebje kot hladno puščavsko (BWk) za izotermo 18 ° C ali kot vročo puščavsko (BWh) za izotermo najhladnejše mesečne povprečne temperature 0 ° C ali nižje.

### Mednarodni Radioteleskop – observatorij
Severno od Toconao na (23°4′00″S 67°58′00″W / 23.06667°S 67.96667°W), stoji sistem ALMA (Atacama Large Millimeter/submillimeter Array) radioteleskopski observatorij. Na pol poti iz San Pedra do Toconao (17 km) vodi dovozna cesta v bazo, ki je na višini 2900 m. Tam dela okoli 120 ljudi in nadzoruje skupino radijskih teleskopov, ki so na vzhodu na več kot 5000 m na Chainantorjevi planoti. Lokalna avtohtona skupnost v Toconauu je lastnik večine zemlje. Na sosednjem Cerro Chajnantor (5640 m) je observatorij Atacama University of Tokyo. Poleg tega bo tam postavljen tudi teleskop Cerro Chajnantor Atacama V bližini Cerro Toco so še drugi radijski teleskopski, Atacama Cosmology Telescope(22°57′00″S 67°47′00″W / 22.95000°S 67.78333°W) in observatorij Jamesa Axa (22°57′00″S 67°47′00″W / 22.95000°S 67.78333°W).
- ALMA pri Toconau. V tem servisnem centru se izvajajo opazovalne naloge za raziskovalce iz celega sveta.
- Gora Chajnantor na nadmorski višini 5000 m je tako oddaljena in sovražna do življenja, da je zelo malo zgodovinskih antropogenih sledi.
- Nekaj radijskih teleskopov na gori Chajnantor.
- Antena poleg glavne stavbe.

## Znamenitosti
Danes je mesto zelo priljubljen turističen cilj. Ponuja številne dejavnosti za pustolovce: pohodništvo, plezanje, arheološka opazovanja, amatersko astronomijo, raziskovalne ture v naravni krajini in celo deskanje po pesku v puščavi. Zaradi svoje višine je morda potrebno kratko obdobje aklimatizacije.
V mestu in v okolici so nekatere kulturne znamenitosti:
- Arheološki muzej R. P. Gustava Le Paiga, ki prikazuje keramične in lončarske obrti prvih prebivalcev tega območja.
- Cerkev San Pedro de Atacama iz 17. stoletja z zvonikom iz leta 1890; je nacionalni spomenik, zgrajen iz blata, gradbenega materiala, ki se je uporabljal v kolonialnih časih.
- Laguna Chaxa, del nacionalnega rezervata Los Flamencos v Salar de Atacama, kjer živijo plamenci.
- El Tatio, gejzirsko polje z več kot 80 aktivnimi gejzirji.
- Observatorij Llano de Chajnantor, radio-teleskopska lokacija, sedež "ALMA", Atacama Large Millimeter Array.
- Laguna Miscanti in laguna Miñiques, dve sosednji altiplanski laguni na nadmorski višini 4200 m.
- Licancabur, pomemben vulkan v bližini San Pedro de Atacama.
- Pukará de Quitor; utrdba, ki so jo zgradili Atacameci v 12. stoletju.
- Vroči vrelci Puritama
- Salar de Atacama, veliko slanišče (3000 km²) sredi puščave Atacama.
- Lunina dolina (Valle de la Luna), lunini površini podobna pokrajina z ruševinami starih čilskih rudnikov soli in delavskih koč.
- Dolina smrti (Valle de la Muerte): dolina, kjer so velike sipine in različne kamnine.